# 井田喜明
井田喜明（いだ よしあき、1941年10月4日-　）は、日本の地球科学者。東京大学・兵庫県立大学名誉教授。
東京生まれ。1965年東京大学理学部物理学科卒業、1970年同大学院理学系研究科地球物理学博士課程修了、「地球を構成する物質の熱力学的および統計力学的原理について」で理学博士。1971年マサチューセッツ工科大学助手、1972年東京大学物性研究所助手、77年同海洋研究所助教授、85年同地震研究所助教授、86年教授、2002年定年退官、名誉教授、姫路工業大学教授、2004年校名変更で兵庫県立大学教授。2007年同名誉教授。アドバンスソフト株式会社研究顧問。
日本火山学会会長、火山噴火予知連絡会会長なども務める。専門は固体地球物理学。専門書から一般書に至るまで論旨が明快で歯切れのいい文章を書く研究者であると評される。2022年、瑞宝中綬章受章。

## 著書
- 『地震予知と噴火予知』ちくま学芸文庫 2012
- 『自然災害のシミュレーション入門』朝倉書店　2014
- 『地球の教科書』岩波書店　2014
- 『人類の未来と地球科学』岩波書店　岩波現代全書 2016

### 共編著
- 『図説地球科学』杉村新、中村保夫共編 岩波書店 1988
- 『火山の事典』下鶴大輔,荒牧重雄,中田節也共編　朝倉書店　1995
- 『岩波講座地球惑星科学　社会地球科学』鳥海光弘,松井孝典,住明正,平朝彦,鹿園直建,青木孝,阿部勝征共著 岩波書店、1998年
- 『火山とマグマ』兼岡一郎共編　東京大学出版会　1997
- 『火山爆発に迫る 噴火メカニズムの解明と火山災害の軽減』谷口宏充共編　東京大学出版会　2009

### 翻訳
- ロバート・デッカー,バーバラ・デッカー『火の山 噴火の驚異とメカニズム』西村書店、1995

## 論文
- ＜井田喜明